# Nannobrachium nigrum
Nannobrachium nigrum és una espècie de peix de la família dels mictòfids i de l'ordre dels mictofiformes.

## Morfologia
- Els mascles poden assolir 11,1 cm de longitud total.
- Nombre de vèrtebres: 33-37.[4][5]

## Hàbitat
És un peix marí i d'aigües profundes que viu entre 100-1.015 m de fondària.

## Distribució geogràfica
Es troba a les aigües tropicals del Pacífic, l'est de l'Índic tropical i el Mar de la Xina Meridional.